# 三遠南信のコミュニティ放送局
三遠南信のコミュニティ放送局（さんえんなんしんのコミュニティほうそうきょく）とは、愛知県豊橋市のエフエム豊橋、静岡県浜松市の浜松エフエム放送、長野県飯田市の飯田エフエム放送のことである。
この項目では、三遠南信地域圏のコミュニティ放送局3局に共通または相互性・関連性のある事柄、各局それぞれの項目に記すことが困難な事項について記す。

## 概要

### 協力関係
豊橋市のエフエム豊橋と浜松市の浜松エフエム放送は協力関係が深く、ネット番組の共同制作や合同公開生放送を開局当初頃から行ってきた。
2002年には、これに2001年に開局した飯田市の飯田エフエム放送が加わり、共同制作番組「もっと!三遠南信情報局」や合同生放送「もっと!三遠南信情報局スペシャル」の放送が開始された。2005年は三遠南信地域圏初の政令指定都市を目指す新浜松市が誕生し、その後共同制作番組「夢つながる、三遠南信自動車道」の放送が行われた。
エフエム豊橋では浜松エフエム放送の発行する「HARO!NAVI（ハロ・ナビ）」が、3局では三遠南信自動車道マップなど共同制作している小冊子が入手可能である。

### 可聴エリア
公式エリア上では、以下の市町村で浜松エフエム放送とエフエム豊橋の可聴エリアが重複している。実際はこれ以上の区域で聴取可能であり、公式の可聴エリア外で聴取可能な市町村を含めれば、両局の公式エリアを合わせた大部分の地域で両局の放送が聴取可能である。

## もっと!三遠南信情報局
もっと!三遠南信情報局とは、エフエム豊橋、浜松エフエム放送、飯田エフエム放送が合同で制作を行い、かつ各局にて放送している、三遠南信地域の旬の話題を扱った番組である。
また合同制作番組とはいっても、三局をネットして同一時間帯に放送したりパーソナリティも構成も全く共通の録音済みのものを放送しているわけではなく、各局独自で時間帯も曜日も異なる番組にそれぞれのパーソナリティが生放送で番組を進行する形式である。よって番組名は同じ「もっと！三遠南信情報局」でも、雰囲気や構成、ジングルはそれぞれの局によって少なからず異なる。なお扱う話題は各局とも毎週ほぼ共通である。
なお番組の担当パーソナリティは、エフエム豊橋は柳原衣津子、浜松エフエム放送は鈴木静華である。（エフエム豊橋の林真由美は2005年10月の番組改編時に同局のパーソナリティを降板したため、2005年10月以降は担当パーソナリティが柳原衣津子へ変更となった。なおジングルやBGMも変更されている。）

### 放送時間帯
エフエム豊橋
- 13:00-17:00　ゴゴイチゴ にて火曜13:30前後頃

FM Haro!
- 11:30-16:50　すずきしずかの金曜ラジオ にて12:45頃

いいだFM iステーション

## もっと!三遠南信情報局スペシャル
もっと!三遠南信情報局スペシャルとは、豊橋市のエフエム豊橋、浜松市の浜松エフエム放送、飯田市の飯田エフエム放送のパーソナリティとスタッフが共同で行う公開生放送である。

### 過去の放送
もっと！三遠南信情報局スペシャル
- 開催日：2002年7月24日
- 会場：遠州鉄道新浜松駅前ギャラリーモール
- パーソナリティ
  - 浜松エフエム放送　原弥生、寺田繭子
  - エフエム豊橋　　　　天野二美
  - 飯田エフエム放送　美斉津千夏

もっと！三遠南信情報局スペシャル ～春の浜松満喫ガイド～
- 開催日：2003年3月21日　14:00-17:00
- 会場：浜松駅構内 浜松観光インフォメーションセンター
- パーソナリティ
  - エフエム豊橋　　　　天野二美
  - 浜松エフエム放送　原弥生
  - 飯田エフエム放送　吉沢七重

もっと！三遠南信情報局スペシャル in三遠南信フラワーフェスタ
- 開催日：2003年10月26日　9:00-12:00
- 会場：豊橋総合動植物公園
- パーソナリティ
  - エフエム豊橋　　　　渡辺欣生
  - 浜松エフエム放送　織田小丸
  - 飯田エフエム放送　坂巻友美

もっと！三遠南信情報局スペシャル in2004いいだ・しもいなフェスティバル
- 開催日：2004年10月9日　13:00-16:00
- 会場：飯田エフエム放送 本社スタジオ
- パーソナリティ
  - 飯田エフエム放送　加藤修司
  - 浜松エフエム放送　竹内恵子
  - エフエム豊橋　　　　中根江深

もっと！三遠南信情報局スペシャル in 浜松
- 開催日：2005年11月4日　14:00-16:50（東三河の話題：-15:00、遠州の話題：-16:00、南信州の話題：-16:50）
- 会場：遠州鉄道新浜松駅 UP-ONスタジオ
- メインパーソナリティ
  - 浜松エフエム放送　鈴木静華
- パーソナリティ
  - 浜松エフエム放送　竹内恵子
  - エフエム豊橋　　　　田村あやみ
  - 飯田エフエム放送　菅沼亜希子

- 遠州地域リポート
  - 浜松エフエム放送　上嶋潤

## 夢つながる、三遠南信自動車道
夢つながる、三遠南信自動車道とは、エフエム豊橋、浜松エフエム放送、飯田エフエム放送のパーソナリティが共同でリポーターを担当し、三遠南信自動車道の概要や環境スポットをリポートする番組である。
放送されるものは3局とも共通で、浜松エフエム放送の鈴木静華がメインパーソナリティを担当したものを各局が放送する。なお放送はネット配信も行われる。

### 放送時間帯
エフエム豊橋
- 2005年10月25日-12月6日　ゴゴイチゴ にて 13:30-13:40

FM Haro!
- 2005年10月21日-12月9日　すずきしずかの金曜ラジオ にて 12:50-13:00

iステーション
- 2005年10月26日-12月7日　およりて！ほっとTiME GO-GO-GO！ にて 14:10-14:20

### 放送内容
- 2005年10月25日(豊橋)・28日(浜松)・26日(飯田)

引佐・鳳来（担当パーソナリティ：エフエム豊橋 田村あやみ）
- 2005年11月1日(豊橋)・4日(浜松)・2日(飯田)

東栄（担当パーソナリティ：エフエム豊橋 田村あやみ）
- 2005年11月8日(豊橋)・11日(浜松)・9日(飯田)

佐久間・水窪（担当パーソナリティ：浜松エフエム放送 竹内恵子）
- 2005年11月15日(豊橋)・18日(浜松)・16日(飯田)

水窪北・青萌峠（担当パーソナリティ：浜松エフエム放送 竹内恵子）
- 2005年11月22日(豊橋)・25日(浜松)・23日(飯田)

南信濃（担当パーソナリティ：飯田エフエム放送 菅沼亜希子）
- 2005年11月29日(豊橋)・12月2日(浜松)・11月30日(飯田)

上村・喬木（担当パーソナリティ：飯田エフエム放送 菅沼亜希子）
- 2005年12月6日(豊橋)・12月9日(浜松)・12月7日(飯田)

天竜峡・飯田（担当パーソナリティ：飯田エフエム放送 菅沼亜希子）

## コトコト揺られて飯田線で見～つけた!!
コトコト揺られて飯田線で見～つけた!!とは、エフエム豊橋、浜松エフエム放送、飯田エフエム放送の各局をネットして行う合同公開生放送番組である。
放送時期は2005年頃。番組内容の詳細は不明。

### 放送時間帯
エフエム豊橋
- やしの実オヤジと日曜日

FM Haro!
いいだFM iステーション

## でっかく遊ぼう 南信州!
でっかく遊ぼう 南信州!とは、エフエム豊橋、浜松エフエム放送、飯田エフエム放送の各局をネットして行う合同公開生放送番組である。

## エフエム豊橋と浜松エフエム放送による合同番組

### HEATPOP NAVI
HEATPOP NAVIとは、過去に放送されていたエフエム豊橋と浜松エフエム放送のネット番組。
番組内容や放送時期などは不明。エフエム豊橋では毎週土曜9:00-9:30に放送されていた。

### ハロー！やしの実！！
ハロー！やしの実！！レイクサイドウェーブin浜名湖パルパルとは、過去放送されたエフエム豊橋と浜松エフエム放送の合同公開生放送番組。
放送日は2000年8月5日10:00-16:00。番組内容の詳細は不明。

### 本日開駅！魅力いっぱい『道の駅』潮見坂
本日開駅！魅力いっぱい『道の駅』潮見坂とは、2006年3月27日オープンの道の駅「潮見坂」の魅力などを中継したエフエム豊橋と浜松エフエム放送の合同公開生放送番組。
放送日は2006年3月27日11:00-12:00。
パーソナリティ 
- 浜松エフエム放送　鈴木静華
- エフエム豊橋　　　　田村あやみ